# Antonio Morassi
Antonio Morassi (Gorizia, 1º ottobre 1893 – Milano, 30 novembre 1976) è stato uno storico dell'arte e funzionario italiano.

## Biografia
Antonio Morassi nacque a Gorizia nel 1893 e durante gli anni universitari fu vicino all'ambiente della Scuola di Vienna, città in cui si laureò con Max Dvořák, discutendo una tesi su Michele Sanmicheli. Si perfezionò a Roma sotto la guida di Adolfo Venturi. 
Lavorò e collaborò come ispettore nelle Soprintendenze del Friuli-Venezia Giulia (1920-1925), della provincia autonoma di Trento (1925-1928), di Milano e alla Pinacoteca di Brera (1928-1939), e a quella di Genova (1939-1949).
Fu inoltre docente di storia dell'arte presso le Università degli Studi di Milano e Pavia  ed ebbe un costante rapporto con il collezionismo, il mercato e le principali case d'asta.
Tra le numerose mostre che curò, si ricordano nel 1934 quella sulla pittura cinese; nel 1936 quella sull'oreficeria (Antica Oreficeria Italiana), organizzata nell'ambito della VI Triennale di Milano (1936); nel 1949, a Genova, quella su Alessandro Magnasco.
Nel corso della sua carriera di studioso egli raccolse una vasta quantità di materiali di grande importanza scientifica costituiti da fotografie, estratti bibliografici, ritagli di stampa, carteggi, perizie ed expertises proprie e di altri studiosi, appunti manoscritti, schede, tutto ciò che era necessario per i suoi studi e per le sue monografie sulla pittura italiana dal XV secolo al XVIII secolo, in particolare quella veneta tra il XVII secolo e il Settecento.
Tra i suoi lavori principali, i cataloghi completi dell'opera dei Tiepolo e dei Guardi.

## Pubblicazioni
- La Galleria dell'Accademia Carrara (1934)
- La Certosa di Pavia (1938)
- Giorgione (1942)
- Tiepolo. La Villa Valmarana (1945)
- Capolavori della pittura a Genova (1951)
- Dessins vénitiens du 18 siècle (1952)
- Tiziano: gli affreschi nella Scuola del Santo a Padova (1956)
- Intorno ai primordi del vedutismo di Francesco Guardi (1959)
- Antichi disegni veneti del Settecento (1959)
- Catalogo completo dei dipinti di G. B. Tiepolo (1960)
- Il tesoro dei Medici. Oreficeria. Argenteria. Pietre dure (1963)

## Fondo librario
Una parte della biblioteca personale e professionale di Morassi è conservata presso la Biblioteca di Area Umanistica (BAUM) dell'Università Ca' Foscari Venezia.  

## Fondo archivistico
L'archivio fototeca di Antonio Morassi, acquisito dall'Università Ca' Foscari Venezia nel 1982, è conservato presso il Dipartimento di Filosofia e Beni Culturali ed è consultabile su appuntamento.